# 青岛公交320路线
青岛公交320路线，是青岛市胶州湾东岸城区的一条公交线。该路线自1998年8月7日起开通运营，途经市南区、市北区和崂山区。

## 路线走向
- 下行：途经隆德路、宁德路、燕儿岛路、宁夏路、高雄路、江西路、燕儿岛路、宁夏路、福州北路、延吉路、延安三路、海信立交桥、台东一路、辽宁路、热河路、热河路立交桥、胶州路、聊城路、胶州路、中山路、广西路、费县路、西藏路。
- 上行：途经费县路、兰山路、中山路、胶州路、热河路立交桥、热河路、辽宁路、台东一路、海信立交桥、延安三路、延吉路、福州北路、宁夏路、燕儿岛路、江西路、高雄路、宁夏路、隆德路。[參⁠ 2][參⁠ 3][參⁠ 4][參⁠ 1]

## 停车站点
本路线共设置35个停车站点，其中8个仅单方向停靠。
| 序号 | 站名              | 下行                          | 下行                   | 上行                          | 上行                     | 换乘地铁         |
| 序号 | 站名              | 停车                          | 站位                   | 停车                          | 站位                     | 换乘地铁         |
| ---- | ----------------- | ----------------------------- | ---------------------- | ----------------------------- | ------------------------ | ---------------- |
| 1    | 隆德路站          | 向下箭头图形 · 公共汽车的图形 | 隆德路/(宁夏路-宁德路) | 向上箭头图形 · 公共汽车的图形 | 隆德路/(宁夏路-宁德路)   | 隆德路站（7）    |
| 2    | 宁德路站          | 向下箭头图形 · 公共汽车的图形 | 宁德路/燕儿岛路        |                               |                          |                  |
| 3    | 市南软件园站      | 向下箭头图形 · 公共汽车的图形 | 燕儿岛路/宁夏路        |                               |                          |                  |
| 4    | 古田路站          | 向下箭头图形 · 公共汽车的图形 | 宁夏路/莆田路          | 向上箭头图形 · 公共汽车的图形 | 宁夏路/古田路            |                  |
| 5    | 青岛大学站        | 向下箭头图形 · 公共汽车的图形 | 高雄路/宁夏路          | 向上箭头图形 · 公共汽车的图形 | 宁夏路/仙游路            |                  |
| 6    | 高雄路站          | 向下箭头图形 · 公共汽车的图形 | 高雄路/福清路          | 向上箭头图形 · 公共汽车的图形 | 高雄路/金门路            |                  |
| 7    | 青岛五十七中站    | 向下箭头图形 · 公共汽车的图形 | 江西路/(古田路-上杭路) | 向上箭头图形 · 公共汽车的图形 | 江西路/(上杭路-古田路)   |                  |
| 8    | 燕儿岛路站        | 向下箭头图形 · 公共汽车的图形 | 江西路/燕儿岛路        | 向上箭头图形 · 公共汽车的图形 | 江西路/燕儿岛路          |                  |
| 9    | 逍遥二路站        | 向下箭头图形 · 公共汽车的图形 | 燕儿岛路/逍遥二路      | 向上箭头图形 · 公共汽车的图形 | 燕儿岛路/逍遥二路        |                  |
| 10   | 逍遥路站          | 向下箭头图形 · 公共汽车的图形 | 宁夏路/银川西路        | 向上箭头图形 · 公共汽车的图形 | 宁夏路/大尧三路          |                  |
| 11   | 天福苑小区站      | 向下箭头图形 · 公共汽车的图形 | 宁夏路/福州北路        | 向上箭头图形 · 公共汽车的图形 | 宁夏路/(福州南路-宏大路) |                  |
| 12   | 安庆路站          | 向下箭头图形 · 公共汽车的图形 | 福州北路/安庆路        |                               |                          |                  |
| 13   | 奉化路站          |                               |                        | 向上箭头图形 · 公共汽车的图形 | 福州北路/奉化路          |                  |
| 14   | 延吉路东站        | 向下箭头图形 · 公共汽车的图形 | 延吉路/福州北路        | 向上箭头图形 · 公共汽车的图形 | 延吉路/福州北路          |                  |
| 15   | 绍兴路站          | 向下箭头图形 · 公共汽车的图形 | 延吉路/(绍兴路-青田路) | 向上箭头图形 · 公共汽车的图形 | 延吉路/(绍兴路-青田路)   |                  |
| 16   | 吴兴路站          | 向下箭头图形 · 公共汽车的图形 | 延吉路/吴兴路          | 向上箭头图形 · 公共汽车的图形 | 延吉路/吴兴路            | 敦化路站（3）    |
| 17   | 档案馆站          | 向下箭头图形 · 公共汽车的图形 | 延吉路/连云港路        | 向上箭头图形 · 公共汽车的图形 | 延吉路/连云港路          |                  |
| 18   | 金坛路北站        | 向下箭头图形 · 公共汽车的图形 | 延吉路/江都路          | 向上箭头图形 · 公共汽车的图形 | 延吉路/金坛路            |                  |
| 19   | 人力资源市场站    | 向下箭头图形 · 公共汽车的图形 | 延吉路/南口路          | 向上箭头图形 · 公共汽车的图形 | 延吉路/南口路            |                  |
| 20   | 长春路东站        | 向下箭头图形 · 公共汽车的图形 | 延吉路/大成路          | 向上箭头图形 · 公共汽车的图形 | 延吉路/大成路            |                  |
| 21   | 台东八路站        | 向下箭头图形 · 公共汽车的图形 | 延安三路/台东六路      | 向上箭头图形 · 公共汽车的图形 | 延安三路/四平路          |                  |
| 22   | 海信立交桥北站    |                               |                        | 向上箭头图形 · 公共汽车的图形 | 延安三路/东昌路          |                  |
| 23   | 台东一路/东光路站 | 向下箭头图形 · 公共汽车的图形 | 台东一路/东光路        | 向上箭头图形 · 公共汽车的图形 | 台东一路/东光路          | 海信桥站（2）    |
| 24   | 台东一路站        |                               |                        | 向上箭头图形 · 公共汽车的图形 | 台东一路/万寿路          | 台东站（1、2）   |
| 25   | 台东站            | 向下箭头图形 · 公共汽车的图形 | 辽宁路/清和路          | 向上箭头图形 · 公共汽车的图形 | 台东一路/辽宁路          | 台东站（1、2）   |
| 26   | 利津路站          | 向下箭头图形 · 公共汽车的图形 | 辽宁路/昌乐路          | 向上箭头图形 · 公共汽车的图形 | 辽宁路/宁海路            | 利津路站（2）    |
| 27   | 辽宁路华阳路站    | 向下箭头图形 · 公共汽车的图形 | 辽宁路/曹县路          | 向上箭头图形 · 公共汽车的图形 | 辽宁路/松山路            |                  |
| 28   | 科技街站          | 向下箭头图形 · 公共汽车的图形 | 辽宁路/章丘路          | 向上箭头图形 · 公共汽车的图形 | 辽宁路/邹平路            | 泰山路站（2、4） |
| 29   | 承德路站          | 向下箭头图形 · 公共汽车的图形 | 热河路/承德路          | 向上箭头图形 · 公共汽车的图形 | 热河路/承德路            |                  |
| 30   | 市立医院站        | 向下箭头图形 · 公共汽车的图形 | 胶州路/长清路          | 向上箭头图形 · 公共汽车的图形 | 胶州路/长清路            | 江苏路站（1、4） |
| 31   | 中山路站          | 向下箭头图形 · 公共汽车的图形 | 胶州路/博山路          | 向上箭头图形 · 公共汽车的图形 | 胶州路/芝罘路            | 中山路站（1）    |
| 32   | 中山路湖南路站    | 向下箭头图形 · 公共汽车的图形 | 中山路/湖南路          | 向上箭头图形 · 公共汽车的图形 | 中山路/湖南路            |                  |
| 33   | 广西路火车站      | 向下箭头图形 · 公共汽车的图形 | 广西路/蒙阴路          |                               |                          | 青岛站（1、3）   |
| 34   | 费县路火车站      |                               |                        | 向上箭头图形 · 公共汽车的图形 | 郯城路/太平路            | 青岛站（1、3）   |
| 35   | 西镇站            | 向下箭头图形 · 公共汽车的图形 | 西藏路/寿张路          | 向上箭头图形 · 公共汽车的图形 | 费县路/西藏路            | 西镇站（1）      |

## 运营时间
以下均为当地时间（UTC+8）为准。
- 隆德路站（主站）：05:10-21:10
- 西镇站（副站）：06:00-22:00

## 票制票价
本路线车辆均为普通车，无人售票一票制。每人次投币RMB ¥ 1。

## 备注
1. ↑  实为其东侧平行无名支路
2. ↑   註: